# Karen Moras
Karen Moras, née le 6 janvier 1954 à Sydney, est une nageuse australienne.

## Biographie
Aux Jeux olympiques d'été de 1968 à Mexico, Karen Moras remporte la médaille de bronze à l'issue de la finale du 400 mètres nage libre.